# Demo (datorprogram)
En demo eller ett intro är inom demoscenen ett icke-interaktivt datorprogram som med grafik, animeringar och musik visar utvecklarnas skicklighet. Demogrupper kan tävla mot varandra på demopartyn.
Demon kommer ursprungligen från utvecklingen av introprogram på 1980-talet. Dessa program bifogades crackade program så att crackarna kunde skryta om sina bedrifter och fungerade likt taggar i graffitivärlden. Med tiden växte introprogrammen till en egen konstform. På copypartyn och LAN-partyn började arrangeras demotävlingar, vilket ledde till utvecklingen av demopartyn.
Demotävlingar kallas compon. De är ofta uppdelade i flera kategorier, vilka speglar de begränsningar som ursprungligen fanns på intron. En 4k-demo får vara max 4 096 byte, vilket var storleken på ett block på en diskett. En 64k-demo får max vara 64 kilobyte (65 536 byte), vilket motsvarar den mängd minne som går att adressera med 16 bitar. Det finns också kategorier för specifik hårdvara, till exempel Commodore 64.